# Athanasios Ghavelas
Athanasios Ghavelas (en griego: Αθανάσιος Γκαβέλας; 19 de diciembre de 1999) es un deportista griego que compite en atletismo adaptado. Ganó dos medallas en los Juegos Paralímpicos de Verano, oro en Tokio 2020 y oro en París 2024.

## Palmarés internacional
| Juegos Paralímpicos | Juegos Paralímpicos | Juegos Paralímpicos | Juegos Paralímpicos |
| Año                 | Lugar               | Medalla             | Prueba              |
| ------------------- | ------------------- | ------------------- | ------------------- |
| 2020                | Tokio (Japón)       | Medalla de oro      | 100 m T11           |
| 2024                | París (Francia)     | Medalla de oro      | 100 m T11           |